# メロディック・ハードコア
メロディック・ハードコア（Melodic Hardcore）は、ハードコア・パンクのサブジャンルの一種で、ギターのメロディに強い重点を置いているのが特徴の音楽である。メロディアス・ハードコア（Melodious Hardcore）とも。略称は「メロコア」。

## 概要
メロディック・ハードコアの定義は広いと言えるが、通常リズムは早いテンポであり、メロディックでディストーションのかかったギターによるリフが用いられることが多く、ボーカル・スタイルはシャウトやスクリームなどが多い。しかし、一言でメロディック・ハードコアといっても非常に多様であり、バンドによってスタイルは異なっている。バッド・レリジョンやディセンデンツなどのパイオニアの中には、パンク・ロックの範疇を超えて影響を与えているものもいる。メロディック・パンクという用語は、メロディック・ハードコアとスケート・パンクの両方のバンドをさすことが多い。

## 経緯
ポップ・パンクと混同されがちだが、NOFXやバッド・レリジョンといった代表的バンドの人脈からもわかるとおり、そのルーツは1970年代のパンク・ロックではなく、1980年代のハードコア・パンクにある。「メロコア」とは日本だけでの呼び名であるとの見解もあるが、実際のところ1990年代初頭当時、『マキシマム・ロックンロール』や『FLEX』といったファンジン誌上では、バッド・レリジョンやNOFXといったバンドがメロディック・ハードコアとしてレビューされていた。

## 音楽の特徴
最近のメロディック・ハードコア・バンドの多くが、エモの要素も取り入れており、ハードコア・パンクの要素よりもメロディにかなりの重点を置いている。ポスト・ハードコアやメロディック・メタルコアから影響を受けているバンドもいる。
ザ・ゴースト・インサイド、Blood Youth、Climates、Hundredthのようなバンドはメタルコアともメロディック・ハードコアとも呼ばれる。The White Noiseはメロディック・ハードコアとポスト・ハードコアの融合とされており、While She Sleepsもメタルコアとメロディック・ハードコアの要素を合体させたバンドと考えられている。現代のメロディック・ハードコア・シーンで活動するCasey、La Dispute、Being as an Oceanなどのバンドはポスト・ロック、ポストブラックメタル、スポークン・ワードなどの要素を取り入れている。
日本において「メロコア」と呼称される一連のバンド群は、音楽性については、ポップ・パンクやスケート・パンクの影響が強い。

## 歴史

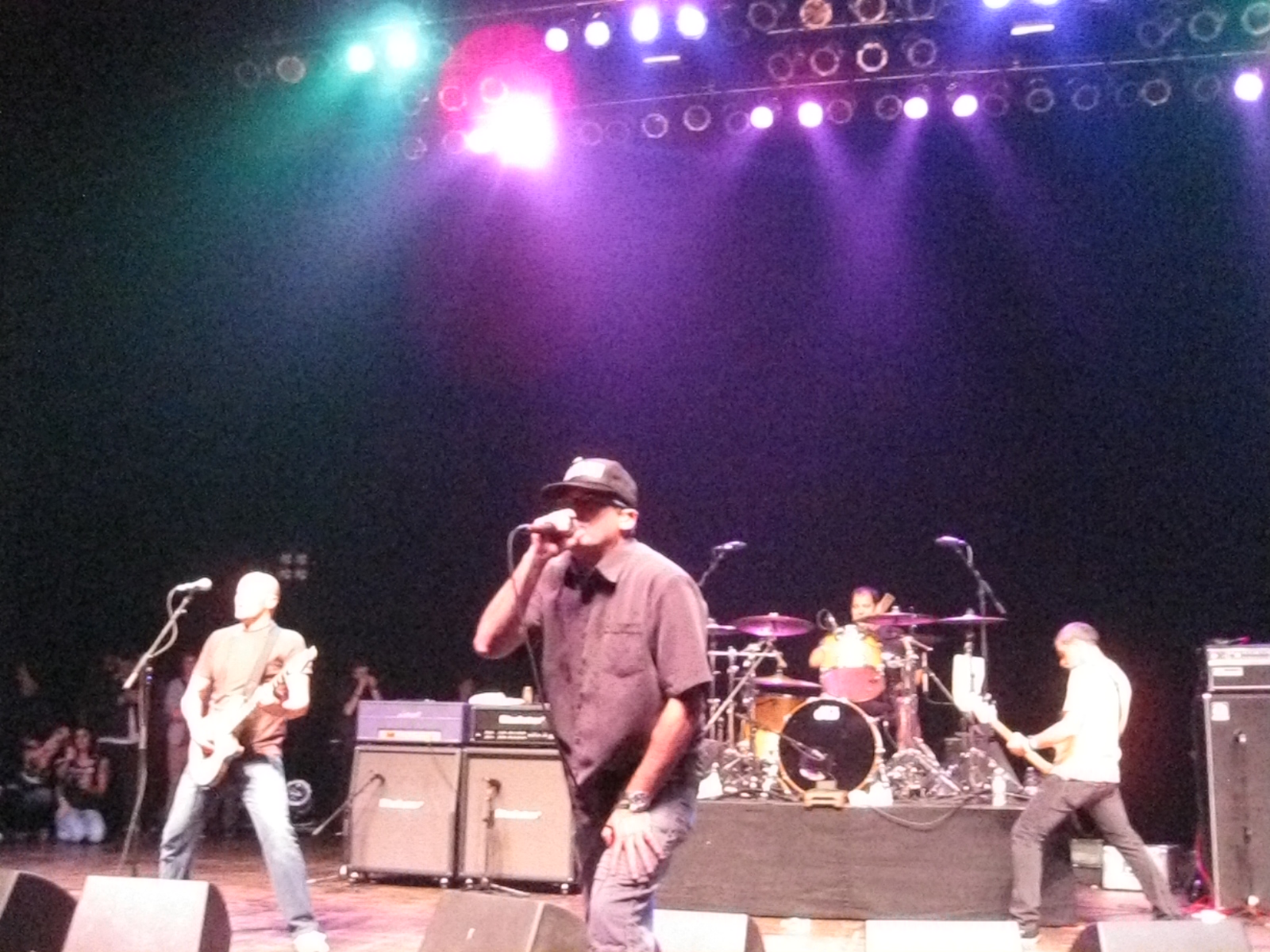
ディセンデンツは1980年代に、メロディック・ハードコアとポップ・パンクの両者に重要な影響を及ぼしたバンドである

### 初期シーンの発展 (1980年代–1990年代)
最初期のメロディック・ハードコアは1980年代初頭に、カリフォルニアのハードコア・パンク・シーンから生まれた。例えば、1978年に結成されたディセンデンツなどがいる。彼らの初期の作品はシンプルで、ポップ・ミュージックに影響されたパンク・ロックだったが、このメロディックな志向をハードコアと組み合わせるようになり、のちのメロディック・ハードコアとポップ・パンクのシーンに影響を与えた。バッド・レリジョンは1979年にロサンゼルスで結成され、似たような文脈でプレイしていたが、彼らのアプローチはより「怒りのこもったもの」であり、政治的な熱も帯びていた。デビュー・アルバムの『How Could Hell Be Any Worse?』は1981年にレコーディングされている。
The Faithの1983年のEP『Subject to Change』はメロディック・ハードコアの最初の作品の一つであると考えられており、バッド・レリジョンやディセンデンツらの作品と同じくらい重要であるとされている。この作品で彼らは初期のハードコア・パンク一直線なサウンドから、より複雑でメロディックなサウンドへと変化しており、内省的な歌詞も取り入れるようになっている。このリリースはポスト・ハードコアへ影響を与えたことでも著名である。
Dag Nastyは1980年代半ばに結成されているが、彼らはワシントンDC・ハードコア・シーンに属していたメロディック・ハードコアの中心的なバンドである。1988年には、オールが結成されているが、解散したディセンデンツのメンバーが3人所属していた。オールはディセンデンツと広い意味では似た文脈に属する音楽をプレイしており、最初はDag NastyのDave Smalleyがフロントマンを務めていた。ゴリラ・ビスケッツは1980年代の後期にニューヨークのハードコア・シーンに現れ、ユースクルーという名で知られるメロディックなハードコアのサブジャンルをプレイしていた。ユースクルー自体は、7 Secondsから大きな影響を受けていた。ニュージャージーのTurning Pointもユースクルー・ムーヴメントから現れたが、後期の作品では、メロディック・ハードコアを志向しており、より複雑な音楽と内省的な歌詞を取り入れている。
1994年にはH2Oが、ワシントンDCシーンのメロディックな要素と、ニューヨークやカリフォルニアのハードコア・パンクの要素を融合させた音楽性でシーンに現れた。Lifetimeは、ポップ・パンクやメロディック・ハードコアから大きな影響を受けている著名なエモグループである。そのほかのメロディック・ハードコア・バンドとともに、フォール・アウト・ボーイやSaves the Dayなどの後続のポップ・パンク・グループに影響を与えている。
Lifetimeが解散し、その後、何人かのメンバーはKid Dynamiteを結成した。1990年代には、"Epi-Fat"サウンド(スケート・パンクの一種。著名なバンドが在籍したエピタフ・レコードやファット・レック・コーズといったレーベルの名前から命名されている。)が人気となり、NOFXやStrung Outがディセンデンツやバッド・レリジョンなどのメロディック・ハードコア・バンドの音楽性と近いことをやっている。

### 現代のメロディックハードコア (2000年代–現在)

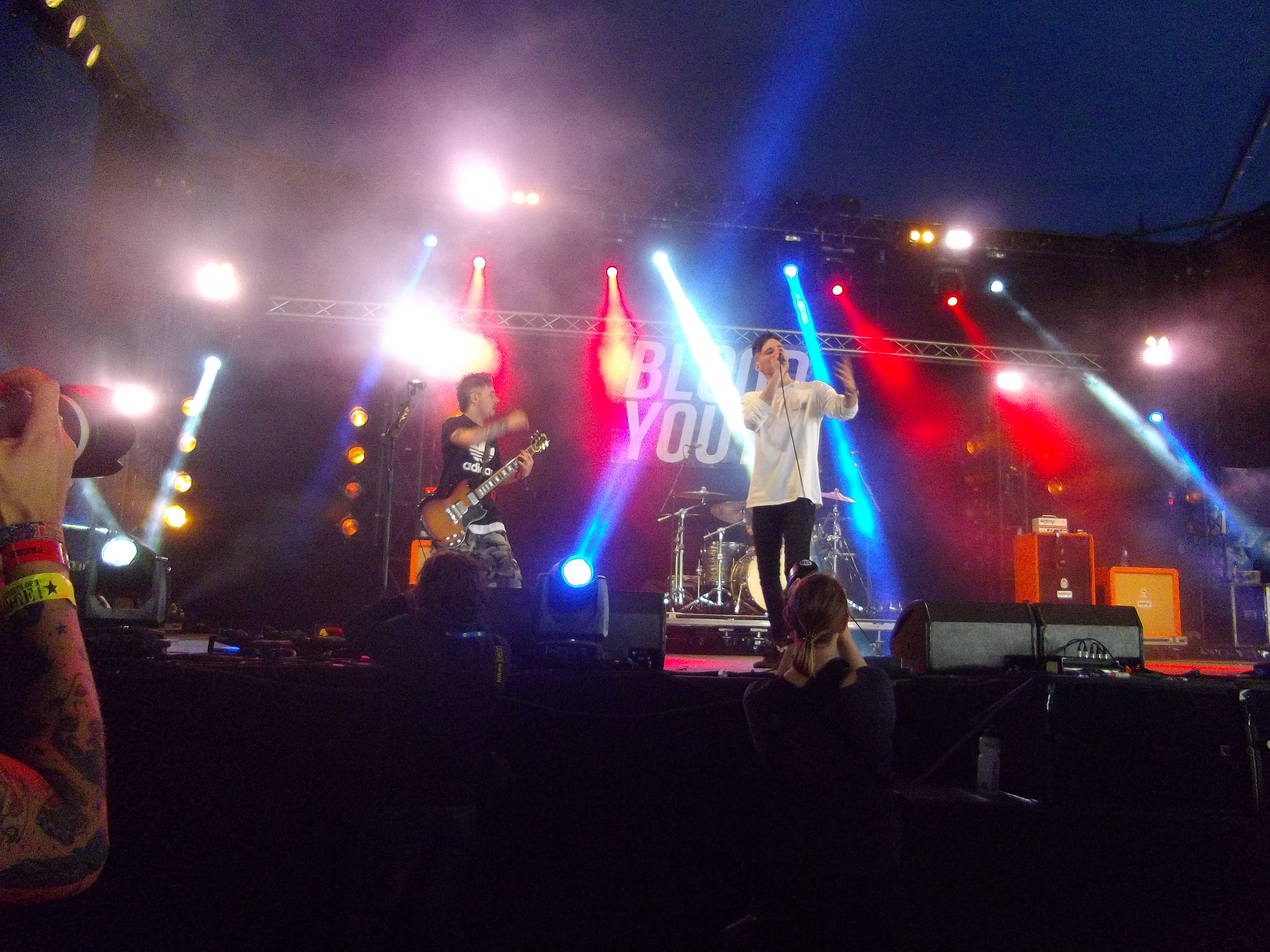
Blood Youthは2014年に結成されたモダン・メロディック・ハードコア・バンド

1999年に結成されたライズ・アゲインストは2004年にデビュー・アルバム『Siren Song of the Counter Culture』のリリースで商業的成功を収めた。他に成功したバンドとしては、Strike Anywhere、Consumed、Ignite、Belvedere、ア・ウィルヘルム・スクリームなどがいる。一方で2000年代初頭から中頃にかけて、Killing the Dream、Modern Life Is War、The Hope Conspiracy、Sinking Ships、Have Heart、Verse、The Carrier、Ruiner、This Is Hell、Comeback Kidらの作品によって、このジャンルは変貌を遂げているが、これらのバンドの多くは主要なハードコアレーベルであるブリッジ・ナイン・レコードやDeathwish Inc.に所属していた。その後、2009年ごろまでに、「Defeater、Touché Amoré、ザ・ゴースト・インサイド、カウンターパーツ、Being as an Ocean、Stick to Your Guns、Vannaなどのバンドがメロディック・ハードコア・シーンの新しい顔になった」ことで、メロディック・ハードコアとポスト・ハードコアやメタルコアの領域が重なる現代の状況を作り出した。
メロディック・ハードコアの領域を出たり入ったりしたバンドは数知れないが、Beartoothはセカンド・アルバム『Aggressive』で、彼らが従来プレイしていた伝統的なハードコア・パンクのサウンドから、 よりメロディック・ハードコアを連想させるようなスタイルへと方向を転換している。Hundredthはメタルコアとメロディック・ハードコアを融合させたスタイルでキャリアをスタートしたが、4thアルバム『Rare』ではシューゲイザーへと音楽性を変えている。伝統的なメロディック・ハードコア・バンドのStrung Outは『Transmission.Alpha.Delta』でヘヴィメタルに強く影響された音楽を奏でており、AFIは2003年に発表した『Sing The Sorrow』でより大衆受けするサウンドへと舵を切っている。The White Noiseは、メロディック・ハードコア・バンドになる前の最初の2枚のアルバムでエレクトロニコアをプレイしていた。

## 日本のメロコア
- Hi-STANDARD
- 10-FEET
- MONGOL800
- 04 Limited Sazabys
- HEY-SMITH

1990年代のHi-STANDARDを先駆けに、2000年代に隆盛となり、上記バンド等がいる。
Hi-STANDARD主催の野外フェスAIR JAMはバンドが野外フェスを主催するきっかけとなり、10-FEETの京都大作戦、SiMのDEAD POP FESTIVAL、04 Limited SazabysのYON FES等に受け継がれている。
日本のメロコアバンドについては日本のパンク・ロックも参照。

## メロディック・ハードコアに分類されるバンド
| - 7 Seconds - 88 Fingers Louie - AFI - アレクシスオンファイア - Atlas Losing Grip - Avail - Authority Zero - バッド・レリジョン - Beartooth - Being as an Ocean - Belvedere - Blood Youth - The Carrier - Casey - Casey Jones - Champion - Climates - Comeback Kid - Consumed - Conveyer - カウンターパーツ - CPM 22 - Crime in Stereo - Daggermouth - Dag Nasty - Defeater - ディセンデンツ - Evergreen Terrace - Farside - The Flatliners - Funeral Oration - Gideon - ザ・ゴースト・インサイド - ギヴ・アップ・ザ・ゴースト - Good Riddance - H2O - Have Heart - Heart in Hand - The Hope Conspiracy | - Hundredth - Ignite - It Prevails - Kid Dynamite - Killing the Dream - Landscapes - Latterman - Leatherface - Life in Your Way - Lifetime - Modern Life Is War - Much the Same - Napoleon - No Bragging Rights - None More Black - PEARS - Phinius Gage - Pianos Become the Teeth - Rentokill - ライズ・アゲインスト - Ruiner - Saints Never Surrender - Sinking Ships - Smoke or Fire - Stick to Your Guns - ストーリー・オブ・ザ・イヤー - Strung Out - サム41 - This Is Hell - Touché Amoré - Trash Boat - Trophy Eyes - Vanna - Verse - While She Sleeps - The White Noise - ア・ウィルヘルム・スクリーム |

## 関連文献
- Sharpe-Young, Garry, New wave of American heavy metal, New Plymouth, New Zealand: Zonda Books, 2005. OCLC 71843078
- Larkin, Colin, The Guinness encyclopedia of popular music; Enfield, Middlesex, England: Guinness Pub. ; New York: Stockton Press, 1995. OCLC 32949294
- Budofsky, Adam ; Heusel, Michele; Dawson, Michael Ray and Parillo, Michael, The drummer: 100 years of rhythmic power and invention; Cedar Grove, NJ: Modern Drummer Publications ; Milwaukee: Exclusively distributed by Hal Leonard Corp., 2006. OCLC 65063692